# 1900년 하계 올림픽 수영 남자 200m 장애물
1900년 하계 올림픽 수영 남자 200m 장애물은 프랑스 파리에서 개최된 1900년 하계 올림픽 수영의 세부 종목이다. 1900년 8월 11일부터 12일까지 프랑스 파리에 있는 센강에서 진행되었다. 5개국에서 12명의 선수가 참가하였다.

## 경기 결과

### 준결선
준결선 경기는 8월 11일에 3개 조로 진행되었다. 각 조 1위와 2위 선수와 그 선수를 제외한 선수 중에서 기록이 좋은 4명의 선수가 결선에 진출했다.

#### 1조
| 순위 | 선수                | 기록   |
| ---- | ------------------- | ------ |
| 1    | 프레데릭 레인 (AUS) | 3:04.0 |
| 2    | 카를 루베를 (AUT)   | 3:06.0 |
| 3    | F. 스태플턴 (GBR)   | 3:18.4 |
| 4    | 루이 마르크 (FRA)   | 3:29.2 |

#### 2조
| 순위 | 선수                  | 기록   |
| ---- | --------------------- | ------ |
| 1    | 오토 발레 (AUT)       | 2:56.0 |
| 2    | 윌리엄 헨리 (GBR)     | 3:14.4 |
| 3    | 베르베크 (FRA)        | 3:18.0 |
| 4    | 빅토르 오셰피에 (FRA) | 3:37.2 |

#### 3조

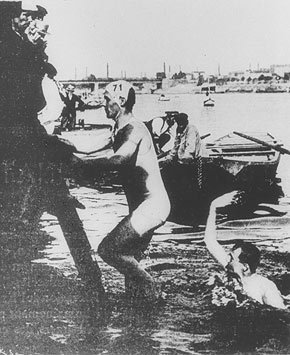
결선 경기 직후의 프레데릭 레인

| 순위 | 선수                  | 기록   |
| ---- | --------------------- | ------ |
| 1    | 피터 켐프 (GBR)       | 3:12.0 |
| 2    | 모리스 오셰피에 (FRA) | 3:16.2 |
| 3    | 베르트랑 (FRA)        | 3:28.2 |
| 4    | 프레드 헨드쉘 (USA)   | 3:45.2 |

### 결선
결선 경기는 8월 12일에 진행되었다.
| 순위 | 선수                  | 기록   |
| ---- | --------------------- | ------ |
| 1    | 프레데릭 레인 (AUS)   | 2:38.4 |
| 2    | 오토 발레 (AUT)       | 2:40.0 |
| 3    | 피터 켐프 (GBR)       | 2:47.4 |
| 4    | 카를 루베를 (AUT)     | 2:51.2 |
| 5    | F. 스태플턴 (GBR)     | 2:55.0 |
| 6    | 윌리엄 헨리 (GBR)     | 2:58.0 |
| 7    | 모리스 오셰피에 (FRA) | 2:58.0 |
| 8    | 베르베크 (FRA)        | 3:08.4 |
| 9    | 베르트랑 (FRA)        | 3:17.0 |
| 10   | 루이 마르크 (FRA)     | 3:30.6 |

## 메달리스트
| 종목             | 금                             | 은                     | 동               |
| ---------------- | ------------------------------ | ---------------------- | ---------------- |
| 남자 200m 장애물 | 프레데릭 레인 · 오스트레일리아 | 오토 발레 · 오스트리아 | 피터 켐프 · 영국 |

## 참고 문헌
- “1900년 하계 올림픽 수영 경기 결과”. 국제 올림픽 위원회. (영어)
- De Wael, Herman (2006년 2월 25일). 《Herman's Full Olympians: "Swimming 1900"》. 2008년 5월 3일에 원본 문서에서 보존된 문서. 2008년 3월 19일에 확인함.
- Mallon, Bill (1998). 《The 1900 Olympic Games, Results for All Competitors in All Events, with Commentary》. Jefferson, North Carolina: McFarland & Company, Inc., Publishers. ISBN 0-7864-0378-0.